# Taeniophyllum oblongum
Taeniophyllum oblongum är en orkidéart som beskrevs av Rudolf Schlechter. Taeniophyllum oblongum ingår i släktet Taeniophyllum och familjen orkidéer. Inga underarter finns listade i Catalogue of Life.